# Grzegorz Kubiak
Grzegorz Kubiak (ur. 9 lutego 1963 w Bogusławicach) – polski jeździec, olimpijczyk z Aten.
Jazdę konna zaczął uprawiać razem z młodszym bratem Bogdanem w Bogusławickim Klubie Jeździeckim, wspieranym przez wieloletniego dyrektora Andrzeja Osadzińskiego w Stadzie Ogierów w Bogusławicach. W swojej bogatej karierze odniósł wiele sukcesów zarówno w kraju, jak poza granicami Polski. Wygrał m.in. konkurs potęgi skoku podczas międzynarodowych zawodów jeździeckich w Berlinie (na koniu Djane de Fontenis pokonał wysokość 208 cm). Podczas Igrzysk Olimpijskich w Atenach (2004) zajął 44. miejsce w konkursie skoków przez przeszkody. Polskę reprezentował też w Finałach Pucharu Świata (5 razy), Światowych Igrzyskach Jeździeckich i Mistrzostwach Europy (3 razy).
Wielokrotny medalista mistrzostw Polski w skokach przez przeszkody, w tym ośmiokrotny złoty:
- złoty
  - 1985 na koniu Gabon
  - 1988 na koniu Arcus
  - 1989 na koniu Arcus
  - 1993 na koniu Kodeina
  - 1999 na koniu Orkisz
  - 2003 na koniu Orkisz
  - 2004 na koniu Djane des Fontenis
  - 2006 na koniu Ritus
- srebrny
  - 1986 na koniu Arcus
  - 1990 na koniu Plankton
  - 1991 na koniu Plankton
  - 1994 na koniu Kodeina
  - 1997 na koniu Animex Wacat
- brązowy
  - 1987 na koniu Arcus
  - 1998 na koniu Animex Wacat
  - 2002 na koniu Djane des Fontenis
  - 2005 na koniu Ritus